# Rack (Webserver-Interface)
Rack stellt eine minimale, modulare und adaptive Schnittstelle für die Entwicklung von Webapplikationen in der Programmiersprache Ruby bereit. Durch das Wrappen von HTTP-Requests und HTTP-Responses, das auf möglichst einfache Weise erfolgt, vereinheitlicht es die Schnittstelle für Webserver, Webframeworks und die Software dazwischen, die Middleware, und destilliert diese Zugriffe zu einem einzigen Methodenaufruf.
Rack wird in fast allen Webframeworks und Weblibraries in der Ruby-Welt benutzt, z. B. von Ruby On Rails und Sinatra. Es ist als Ruby Gem verfügbar.
Rack stellt in der Ruby-Welt einen De-facto-Standard der Rack-Kompatibilität (englisch "rack-compliant") dar und hat bereits ein Framework in der JavaScript-Welt (jackjs) und eines in der Perl-Welt (Plack) inspiriert.

## Beispielapplikation
Eine Rack-kompatible "Hello World"-Applikation in Ruby syntax:
```
require
 
'rack'

app
 
=
 
Proc
.
new
 
do
 
|
env
|

  
body
 
=
 
"Hello, World!"

  
[
'200'
,
 
{
'Content-Type'
 
=>
 
'text/html'
,
 
'Content-Length'
 
=>
 
body
.
length
.
to_s
},
 
[
body
]]

end

Rack
::
Handler
::
WEBrick
.
run
 
app

```